# 楊學志遇襲事件
楊學志遇襲事件是指一位名为楊學志的中國大陸男青年於2019年11月11日因工作出差前往香港，遭遇参与反對逃犯條例修訂草案運動的集會及佔領街道運動的示威者，在旺角街头被示威者砍至头骨破裂，手部骨折的事件。路透社攝影團隊因為拍攝到示威者圍攻楊學志，以及其餘19張當中包括香港警察鎮壓示威者的照片，描述當時雙方互相激烈對抗的程度，而一同以「是在香港民眾抗議中國政府侵犯其公民自由並捍衛該地區自治的情況下，為香港拍攝的寬廣而具有啟發性的照片。」的原因，獲得2020年普立兹突發新聞攝影獎。

## 背景
来自黑龙江的青年杨学志在深圳工作，2019年11月11日因工作到香港。事发前朋友們曾勸他暫時不要去香港，但他觉得自己不會和示威者发生口角，更不會去挑釁他們或拍攝他們的犯罪行為，认为自己應該不會有危險。當天晚上，示威者於旺角彌敦道一帶以雜物堵路，楊學志路過彌敦道，隨後便遇襲。

## 事件经过
杨学志声称因示威者在多个地方堵路，导致交通瘫痪，外加手机的电量不足，当晚没法前往关口通关回深圳，只好临时决定在香港旺角住一晚。楊學志称，当日他查看手机时，一女示威者怀疑他在拍摄，用普通话问：“你拍什么拍？”楊學志回答“我没拍什么”，该女示威者抢夺了他手机，并呼叫同伙打“中国人”。大约一两百名示威者围了过来，用磚頭、石塊、雨傘、鐵槌、木棒等襲擊他。他逃跑不成，被袭击失去知覺，处于半昏迷状态。
楊學志被送到伊利沙伯醫院深切治療部急救并留院四日，被診斷頭部有裂傷出血，左手手指骨折變形，手指指骨骨折，头部缝60针，身體多處有不同程度的傷勢。医生为他报警，警方认为此事涉及刑事罪行，由特区政府承担全部医疗费用。四天后出院，他前往尖沙咀警署报案，由于身上的财物被示威者全部抢劫一空，只有港澳通行证。不過尖沙咀警署內的警員稱無暇照顧他，叫他去旺角警署報案，更给了他500港币叫他去對面賓館住宿，但由於他自己覺得並不安全，於是決定返回深圳在深圳市中医院继续后期治疗，發現其左手中指终身残废。杨学志的随身财物被人抢夺。出院后他去警署后，警察给了他钱让他暂时住在香港，但他因急于回到大陆而拒绝。他因身体伤残，无法正常工作，导致失去收入，经济陷入困境，需要借钱度日。。

## 后续
旺角警署把此案件定性為刑事案件。警方还表示，香港特区政府将会为杨学志承担所有医疗费用，让其安心养伤。
路透社攝影團隊因為拍攝到示威者围攻杨学志，以及其餘19張當中包括香港警察鎮壓示威者的照片，而一同以「是在香港民眾抗議中國政府侵犯其公民自由並捍衛該地區自治的情況下，為香港拍攝的寬廣而具有啟發性的照片。」的原因獲得2020年普利策突发新闻摄影奖。
2020年5月，杨学志接受媒体采访时表示，事发后，多种情绪经常涌上杨学志心头，他晚上也常做噩梦。有人不知道他遭受到的暴力，看到他满头伤疤，以为他是“不良青年”，不過楊學志哭诉“这一切本来和我没有任何的关系啊！”
2020年6月，杨学志在接受媒体访问时回应伤势，并对港区国安法表示支持。9月28日下午，香港警方召开新闻发布会，通报称警方当日拘捕了两名与此事有关的男子。被捕男子为一名19岁中六学生，和一名28岁的消防处救护员。警方称，两人因涉嫌“非法集结、意图造成身体严重伤害和串谋盗窃”而被扣查，事发时有10名以上袭击者，调查仍然继续，不排除有更多人被捕。
8月19日晚，杨学志接受记者采访时告诉记者，近期他在某筹款平台筹集15万元医药费，因为遭到举报却被叫停。筹集的爱心善款几乎全部退掉了，杨学志表示自己没什么办法。杨学志向记者表示，筹款期间香港的爱心人士曾给予很多帮助，前10万元捐款大部分都是由香港爱心人士自发筹集，但有个别“港独”分子不满，与捐款的热心网友吵架，甚至还举报他们的微信导致封号，紧接着这些人就去筹款平台举报杨学志，质疑筹款的真实性，并举报筹款过高，有的人追到微博并在微博里谩骂杨学志。20日，杨学志告诉记者，香港爱心人士通过支付宝又将其被筹款平台退回的捐款打给了他，让他好好养伤，杨学志表示“还是好人多”，不过仍然在为日后的生活发愁。